# الکساندر فدنکو
الکساندر فدنکو (اوکراینی: Олександр Олександрович Феденко؛ زادهٔ ۲۰ دسامبر ۱۹۷۰) ورزشکار دوچرخه‌سواری پیست اهل اوکراین است. او از برندگان مدال‌های بازی‌های المپیک تابستانی ۲۰۰۰ و دوچرخه‌سواران بازی‌های المپیک تابستانی ۱۹۹۶ بوده‌است.
وی در مسابقات کشوری و بین‌المللی در مجموع برندهٔ ۲ مدال طلا، ۲ مدال نقره شده‌است.